# Torneo de Maestros de M-Tel
El Torneo de Maestros de M-Tel (M-Tel Masters en inglés) es una competición anual de grandes maestros internacionales de ajedrez que se celebra en Sofía, capital de Bulgaria, desde 2005, patrocinada y organizada por el operador principal de móviles búlgaro, M-Tel.
Se juega en sistema de liga a doble vuelta, con seis jugadores. Entre sus reglas, destaca por ser el primer torneo de alto nivel en aplicar de forma continuada la norma de evitar acordar tablas; solamente el árbitro tiene potestad para dar por finalizada una partida con tablas, en caso de tres posiciones idénticas, jaque continuo, rey ahogado, falta de material para dar mate o una posición clara de empate; esta regla ha pasado a denominarse regla de Sofía. Se celebra en el Grand Hotel Sofía. Debe quedar claro que esta norma se está aplicando localmente en el torneo de Sofía y que no tiene repercusión a nivel mundial.

## Ediciones

### Torneo M-Tel 2005
La primera edición del torneo fue entre el 11 y el 22 de mayo de 2005, con la participación de Viswanathan Anand, Veselin Topalov, Vladímir Krámnik, Michael Adams, Judit Polgár y Ruslán Ponomariov. Alcanzó la categoría 20 y fue llamado el torneo más fuerte de 2005 según el promedio elo de los participantes, de 2744.
| Posición | Participantes     | Puntos |
| -------- | ----------------- | ------ |
| 1        | Veselin Topalov   | 6.5    |
| 2        | Viswanathan Anand | 5.5    |
| 3        | Ruslán Ponomariov | 5      |
| 3        | Judit Polgár      | 5      |
| 5        | Vladímir Krámnik  | 4      |
| 5        | Michael Adams     | 4      |

### Torneo M-Tel 2006
El torneo 2006 se celebró entre el 10 y el 21 de mayo. Participaron Veselin Topalov, Viswanathan Anand, Ruslán Ponomariov, Piotr Svidler, Étienne Bacrot y Gata Kamsky. 
El escritor brasileño Paulo Coelho realizó el simbólico movimiento inicial del torneo 2006, que oficialmente fue abierto por el presidente de Bulgaria, Georgi Parvanov. 
Topalov ganó el torneo por segunda vez después de una remontada decisiva tras ganar las cuatro últimas partidas y derrotar a su principal rival, Gata Kamsky, en la ronda penúltima.
| Posición | Participantes     | Puntos |
| -------- | ----------------- | ------ |
| 1        | Veselin Topalov   | 6.5    |
| 2        | Gata Kamsky       | 6      |
| 3        | Viswanathan Anand | 5.5    |
| 4        | Piotr Svidler     | 5      |
| 5        | Étienne Bacrot    | 3.5    |
| 5        | Ruslán Ponomariov | 3.5    |

### Torneo M-Tel 2007
La edición de 2007 se desarrolló entre el 9 y el 20 de mayo y participaron Veselin Topalov, Liviu-Dieter Nisipeanu, Shakhriyar Mamedyarov, Gata Kamsky, Michael Adams y Krishnan Sasikiran.
Topalov ganó por tercera vez consecutiva el torneo: tras remontar un flojo inicio de torneo, con medio punto en las tres primeras partidas, logró cinco de siete en la fase final para arrebatarle el título a Sasikiran, tras ganarle en la última ronda.
|   | Participantes          | 1   | 2   | 3   | 4   | 5   | 6   | Puntos |
| - | ---------------------- | --- | --- | --- | --- | --- | --- | ------ |
| 1 | Veselin Topalov        | * * | 1 1 | 0 ½ | ½ ½ | 0 1 | ½ ½ | 5½     |
| 2 | Krishnan Sasikiran     | 0 0 | * * | ½ 1 | 1 0 | ½ ½ | ½ 1 | 5      |
| 3 | Shakhriyar Mamedyarov  | 1 ½ | ½ 0 | * * | 1 0 | ½ ½ | ½ ½ | 5      |
| 4 | Gata Kamsky            | ½ ½ | 0 1 | 0 1 | * * | ½ ½ | ½ ½ | 5      |
| 5 | Liviu-Dieter Nisipeanu | ½ ½ | ½ ½ | ½ ½ | ½ ½ | * * | 0 1 | 5      |
| 6 | Michael Adams          | ½ ½ | ½ ½ | ½ 0 | ½ ½ | 1 0 | ½ ½ | 4½     |

### Torneo M-Tel 2008
La cuarta edición, en el año 2008, tuvo lugar entre el 8 y el 18 de mayo.
Ivanckuk ganó el torneo con 1,5 puntos de ventaja, tras ganar las cinco primeras partidas, no perder ninguna y obtener un balance favorable ante todos los demás jugadores. Topalov, ganador de las tres anteriores ediciones, acabó segundo.
|   | Participantes   | 1   | 2   | 3   | 4   | 5   | 6   | Puntos |
| - | --------------- | --- | --- | --- | --- | --- | --- | ------ |
| 1 | Vasili Ivanchuk | * * | 1 ½ | 1 ½ | 1 1 | 1 ½ | 1 ½ | 8      |
| 2 | Veselin Topalov | 0 ½ | * * | ½ ½ | 1 1 | 1 0 | 1 1 | 6½     |
| 3 | Teymur Rəcəbov  | 0 ½ | ½ ½ | * * | ½ ½ | ½ 1 | ½ 1 | 5½     |
| 4 | Iván Cheparinov | 0 0 | 0 0 | ½ ½ | * * | 1 1 | ½ ½ | 4      |
| 5 | Xiangzhi Bu     | 0 ½ | 0 1 | ½ 0 | 0 0 | * * | ½ ½ | 3      |
| 6 | Levon Aronian   | 0 ½ | 0 0 | ½ 0 | ½ ½ | ½ ½ | * * | 3      |

### Torneo M-Tel 2009
La edición 2009 del torneo se efectuó entre el 12 y el 23 de mayo. Además de la participación habitual de Topalov, se dieron cita Magnus Carlsen, Ivanchuk, Alekséi Shírov, Wang Yue y Leinier Domínguez.
|   | Participantes     | 1   | 2   | 3   | 4   | 5   | 6   | Puntos |
| - | ----------------- | --- | --- | --- | --- | --- | --- | ------ |
| 1 | Alekséi Shírov    | * * | 1 ½ | ½ ½ | ½ ½ | ½ ½ | 1 1 | 6½     |
| 2 | Magnus Carlsen    | 0 ½ | * * | 1 ½ | ½ 1 | ½ 1 | ½ ½ | 6      |
| 2 | Veselin Topalov   | ½ ½ | 0 ½ | * * | 1 ½ | ½ ½ | 1 1 | 6      |
| 4 | Wang Yue          | ½ ½ | ½ 0 | 0 ½ | * * | ½ ½ | 1 ½ | 4½     |
| 5 | Leinier Domínguez | ½ ½ | ½ 0 | ½ ½ | ½ ½ | * * | ½ 0 | 4      |
| 6 | Vasili Ivanchuk   | 0 0 | ½ ½ | 0 0 | 0 ½ | ½ 1 | * * | 3      |